# 샨테
《샨테》(Shantae)는 웨이포워드가 제작한 일련의 플랫폼 비디오 게임 시리즈이다. 2002년 《샨테》로 시작해 총 여섯 게임이 제작됐다.

## 게임
- 《샨테》 (2002)
- 《샨테: 리스키의 복수》 (2010)
- 《샨테와 해적의 저주》 (2014)
- 《샨테: 하프지니 히어로》 (2016)
- 《샨테와 일곱 사이렌》 (2019)
- 《샨테 어드밴스: 리스키 혁명》 (2024)